# ヴァンパイア十字界
『ヴァンパイア十字界』（ヴァンパイアじゅうじかい）は、『月刊少年ガンガン』（スクウェア・エニックス）で連載されていた漫画作品。原作：城平京・作画：木村有里。

## 概要
英語による副題は "THE RECORD OF FALLEN VAMPIRE" （堕ちた吸血鬼の記録）。2003年『少年ガンガン』9月号にて連載開始、2007年2月10日発売の3月号にて最終話を迎え、全9巻が発刊された。
ミステリー作家の城平らしく、物語の根幹をなす「真相」が二転三転する展開（一度「真相」として示された出来事が別の人物の証言や行動によって否定され、別の「真相」が浮上するが、その「真相」もまた別の出来事によって否定され、時に以前に否定された「真相」が再び「真相」として絶対性を持つように機能する手法がとられる）が特徴的。

## あらすじ
遠い昔、夜の国の至高のヴァンパイア王は、あまりの強さから人間だけでなく同族からも恐れられた。そしてついには愛する女王を人質にとられ、王は処刑されることとなる。しかし、それに狂乱した女王は自分でも知りえなかった秘めた魔力を暴走させ世界を崩壊の危機へと追い込んでしまう。人々はかろうじて女王を世界のどこかに封印するが、王はそれに怒り、自ら夜の国を滅ぼしてしまう。
女王を助け出すために、王は封印をめぐって同族や人間たちと果てのない戦いを続けていく。最後のヴァンパイア王「ローズレッド・ストラウス」は、守るべき国も民も捨てて封印を探す放浪を、千年以上も続けている…。ただ、愛する女王「アーデルハイト」を取り戻すために。

## 登場人物

### ヴァンパイア
ローズレッド・ストラウス
- 年齢:1300歳近く（実年齢）、20代後半（外見）

1000年前に滅んだ夜の国最後の王であり、約1000歳で王になるというヴァンパイアの通例のなか、約200歳の若さで王となった。見掛けこそ優男風であるが、圧倒的な力を持つことから度々魔人などと称される。名前の関係上、「赤バラ」と呼ばれることが多い。頭脳明晰かつ博学で、一を聞いて十を知り、常に必勝の策を練っているなどと称される天才型。あらゆる面においてその実力は規格外で、天敵である「黒き白鳥（ブラックスワン）」以外の敵に対しては強大な魔力だけで打ち倒し続ける。相手になるものは基本的に存在せず、作中最高の剣の腕を持つにもかかわらず、「技」なしの力押しで事足りるほどである。
物語の序盤では、魔力暴走の果てに封じられた后アーデルハイトを取り戻すために、封印の十字架（ダミーが数千存在する）をブラックスワン達の追撃をかわしながら壊して回っていると（彼を知る者から）見られていた。しかし中盤になると、封印を壊し続ける真の目的はアーデルハイトを取り戻すことではなく、唯一愛した人間の女性ステラを愛ゆえの嫉妬から殺害したアーデルハイトを、自らの手で八つ裂きにする復讐であることが、ブリジットによって語られる。
しかしそれも真実ではなく、アーデルハイトの復活をきっかけに、ストラウスの復讐はダムピールと人類を欺くブラフであったことが明かされる。夜の国崩壊に伴う大陸の混乱による人間勢力とヴァンパイア血族の全面衝突を恐れたために自ら両者の共通の敵となったというのが真相であった。ストラウス自身はステラ殺害の真犯人を含め全てを知っており、実際には「人類とダムピールの双方の敵意を自分に向けさせ、両者の争いを回避する」という目的のためだけに動いていた。ヴァンパイアとして弱点を持たず、唯一人で大国を揺るがす力を持つがゆえに辛うじて保たれていた均衡が崩れたこと、結果、拭いがたき恐怖を生み夜の国を存立不可能な状況に置いたことを悔いたことによる。そして、真実を誰に語ることもなく1,000年の間、孤独な戦いを続けた。事の真相が白日の下に晒された後は、ブリジットとも和解。アーデルハイトと共にビッグモーラを破壊した後、決意を固めた花雪と戦い敗れ、薄れ行く意識のなか、ステラに叱られ褒められるという記憶により長きに渡る生涯に幕を閉じた。
アーデルハイト
- 年齢:1200歳近く（実年齢）

夜の国最後の女王でブリジットの異母妹。純血ヴァンパイア。姉曰く「かよわくかぼそくて自分に自信の無い、特に珍しくもない普通のお姫様」。当時周囲からは彼女とストラウスの結婚が望まれており、ステラ亡き後ストラウスは彼女との結婚で夜の国の王に即位した。その身には本人も知らなかった強大な魔力が秘められており、後世「腐食の月光」の忌み名で呼ばれることになる。その由来は、触れるもの全てを朽ちさせる彼女自身の腐食の魔力から来ている。その力の大きさはストラウスをも凌ぎかねないほどで、暴走時は夜の国を含め周辺諸国にも壊滅的な被害を与えた。
ステラが現れるまでは、姉ブリジットと共にストラウスと楽しい日々を過ごしていた。しかしストラウスがステラと恋人同士になってからは彼と疎遠になり、その後ストラウスを想うあまりステラを惨殺、10年後にそのことを偶然に知り激怒したストラウスに殺されるのを恐れて魔力を暴走させ、結果夜の国を崩壊寸前まで追い込んでしまったとブリジットは語る（伝承では王と女王は相思相愛であり、王が処刑されることに狂気し魔力を暴走させたとしている）。
しかし、アーデルハイトはステラを殺していない。彼女とストラウスの結婚を祝福しており、当初に軽い嫉妬を覚えていた程度で、実際にはステラと友人になろうと努力していた。さらには、現場に居合わせたためステラの命を奪った者の正体も知っていたが、事切れる寸前のステラ自身の願いを汲んで、真犯人の告発はしなかった。
ステラの死後も、生への執着を持たなくなったストラウスの心を必死に救わんと努めていた。しかしストラウスが国のために自らを犠牲にすることを選んでしまい、その処刑現場を目の当たりにしたことが「誰かストラウスを救って」という激しい慟哭を引き起こし、魔力の暴走に繋がってしまった。
「腐食の月光」発動後は、セイバーハーゲンを中心とする術者たちの手によって封印される。そして現代、星人フィオとの戦いにその力が必要とされたため、ブリジットらの手によって全ての封印が破壊され（封印は全てが封じた場所を開かないようにする「楔」の役割をしていた。つまり「偽の封印」というものは存在せず、全ての「楔」を破壊しなければ、封印は解けなかった）、蘇る。
封印から解かれてからは、ビックモーラを倒すため、そして月をテラフォーミング（地球化）するために魔力の制御を覚える。結果ビックモーラを腐食の圧倒的な力で撃墜し、ステラとの約束であるペンダントを月のステラの墓に供え、その身を犠牲に後のダムピールのためにテラフォーミングし、その生涯を閉じる。

### ダムピール
ブリジット・アーヴィング・フロストハート
- 年齢:1200歳前後（実年齢）、20代前半（外見）

ダムピールコミュニティの指導者。かつてはストラウスの下で、150歳の若さで夜の国の大将軍として活躍していたため、一般には知られていない当時の国の実状をいくつも知っている。封印の十字架を壊すストラウスを止めるため、また「人化の術」という術法で全てのダムピールを人間にするために、ブラックスワンやダムピールの精鋭と協力しながら彼の命を狙っていたが、現在は宇宙からの侵略者に対抗するために休戦中である（「人化の術」はそれらしく見せたハッタリであったことが後に判明）。彼女の育てた情報部員達は世界で5人も見られない情報すらも簡単に調べ出すほどの実力を有する。主に自身は索敵や結界などでサポートに回るが、戦闘においては細身の長剣を使用する。ストラウスに師事したため、その剣の腕も蓮火に次ぐほどのもの。
その素性はアーデルハイトの異母姉であり、時の夜の国国王とダムピールの側室との間に生まれた王家の姫君。才に溢れており、かつ国王に純血ヴァンパイアの子供が生まれなかったために、ダムピールながらに女王を許されるのではと、大事に育てられていた。しかし10歳の時、アーデルハイトが生まれ、余計な跡目争いを避けるために王家を追放、ストラウスに預けられることになり、それ以後王家には彼女はいないものとされることになった。それからはストラウスの「娘」として育てられて夜の国が滅びるまでずっと共に在り続けた。彼女の実力は、わずか10歳でかなり上位の存在と思われる元老級ヴァンパイアでさえ上手くいけば倒せるとストラウスが認めたほど。ストラウスはブリジットを「私の小さな娘（リトルレディ）」と呼んで可愛がり、彼女の溢れる才はストラウスの指導によって大きく開花した。
ずっと一緒にいたストラウスには父親以上の感情を抱いており、命を狙うようになってからもその感情は変わっていない。しかし、復活したアーデルハイトの口から伝えられた真実とメリル森島が気づいたストラウスの真意を聞いて、再びストラウスを慕うようになった。彼の前で見せる素顔はまるで年端もいかぬ子供のようで、普段見せている顔とのギャップが激しいツンデレ。森島がいるにもかかわらず、うさぎさんりんごをむいてストラウスに食べさせてやっていたほど。最終決戦の前にストラウスを吸血し、本当の娘になってストラウスとの別れを果たした。ストラウス曰く「この一万年の向こうにも、お前ほどの娘は生まれない」とのこと。
アーデルハイトのことは、実親に捨てられた原因であることから一時は恨んでいたものの、ストラウスにより満たされたため、1ヶ月ほどで恨む感情はなくなり、100年ほどの後、姉妹ということを知った彼女との関係は極めて良好。「たった1人の姉」だと慕われ、「可愛い妹」だとかわいがっていた。アーデルハイトがステラ殺害の犯人だと思っていた頃は、憎しみから剣を振り上げたこともあったが、真犯人が判明してからは親しい姉妹関係へ戻り、月へ向かう彼女との最期の一時を過ごした。
ストラウスが隠し通してきた真実が全て明るみに出た後は、後々の人間・ダムピールの共存が難しくなったために、ストラウスが発案したダムピール月面移住計画「最後の羽」計画のリーダーとして活動する。
なお、彼女のフルネームについては単行本2巻で「フロスハート」とGM御前から呼ばれ、単行本3巻で電話越しではあったが「フロストハート」と自身で名乗っているため、暫定的に本項では「フロストハート」を採用している。また、最終巻の巻末に収録されている書き下ろし漫画では「フロストハート」と明記されている。
刃蓮火（じん れんか）
- 年齢:800歳程度

ブリジット配下のダムピールの中でも一番の剣の使い手で、剣速だけならストラウスをも上回る。第49代ブラックスワンの小松原ユキとはいい仲だったが、ストラウスに彼女を殺されてからは彼への復讐に生きるようになった。小松原ユキの遺品であるライターを常に持ち歩く。
武器に、好んでか日本刀の霊剣をよく使う。また、必殺武器として二刀の霊剣「孤龍」「金妖」も振るい、これらを縦横無尽に飛ばすことを得意とする。しかし、ストラウスの提案による一対一の勝負の果てに手持ちの愛剣は全て砕かれ、現在はブリジットから譲り受けた霊刀「鳴月」が唯一の武器。加えてストラウスによって身体を数十箇所刻まれ、現在では一時的に魔力も霊力もロクに練れない状態に陥っている。
真実を知った後は過去を振り切ろうとする想いが強くなったようで、その決意として、ストラウスとの対決に迷いを見せる花雪に対して、自身の霊剣を与えて決意を促す。
鉄扇寺風伯（てっせんじ ふうはく）
- 年齢:600歳程度

ブリジット配下のダムピール。全身日本甲冑に身を包んでおり、さらに仮面を常に付けているのでその素顔は不明。武器は槍や刃のついた円盤、ほかに弓矢も扱う。道楽でラーメン屋台をやっており、その味は通好みの店としてガイドブックに三ツ星味で載っているほど。ガイドブックには「味は文句無し、しかし店主に注意」といったことが書かれていた。「最後の羽」作戦の際、皆のためにラーメンの差し入れをする一面もあった。
エセルとともに真実を知ることとなった数少ないダムピールであり、ストラウスから「娘をよろしく頼む」と任されている。
エセルバート高橋（エセルバート たかはし）
- 年齢:200歳程度（実年齢）、10代半ば（外見）

ブリジット配下のダムピール。ブリジット側近のダムピール達の中で一番若く、その分彼女を良く信頼している。愛称は「エセル」。女子供に弱く、殺せない性格。また、誰かを犠牲に敵を倒すことにはためらいを持つようである。使用する武器は、どんな狭い場所であっても振り回すことが可能な大鎌「レディ・ビアンカの鎌」。
ブリジットの補佐役として、事務的な仕事をこなすことが多い。レティシア同様にヴァンパイアの血が薄く、日中の活動をあまり苦としない。平時は学生らしく、制服らしき服を着ていることが多い。ただ、ストラウスとの戦いと両立はできていないようで、学校の成績はあまり良くないようである（単行本4巻巻末絵参照）。
レティシア
- 年齢:68歳（実年齢）、10代前半（外見）

ダムピールの少女。ブリジット同様、ストラウスに育てられた「娘」。長い尾がはえており、ブリジット達には「山猫」と呼ばれることもある。また大の猫好きなのか、リュックなどにも猫があしらわれている。母親がダムピールであり、住んでいた村に自分達の素性がバレた際に母親は自らを犠牲にして娘を逃がした。小松原ユキが討ち取られる少し前、18歳の時に初めてストラウスと出会い、その後色々あって現在は彼と行動を共にしている。使用武器はサブマシンガン・手榴弾・狙撃銃といった現代火器で、ストラウス自身が弾に魔力を込めているらしく、狙撃銃に関しては威力は抜群。また、精密射撃の腕についてもかなりのもので、700メートル以上の距離からストラウスと密着していた蓮火の手だけを正確に撃ち抜いた実績がある。戦闘技術はストラウスの教授によるもので、その練度は高い。反面、ダムピール達の必須技能とも思える空中飛行はかなり苦手。また、二カ国語とハイスクールで習うところまでの教養も教わったはずが、あまり身についていない。
ストラウスへの信頼は厚く、ブリジットにストラウスの目的が復讐だと聞かされても動じなかった。その発言自体は否定せず「ブリジットの真実」だと受け入れた上で、彼女自身は「ストラウスについていくのが、私の真実」だと宣言。ストラウス自身に裏切る日がくるかもしれないと告げられても、揺るがなかった。全ての真実が明かされた後、もう一緒にいられないことを悟り、「自慢の娘と言えるようになる」と約束し、父娘の別れをした。
ストラウスの子
ストラウスが人間の少女ステラとの間につくった子。1000年以上前、臨月に入ったとき、母ともども殺されており、この世に生まれ出でてくることはなかった。しかし、その魂はブラックスワンの材料として使われており、1000年の間、ステラとともにブラックスワンの奥深くに存在し続けている。
ステラの魂は子の魂を安定させるための存在であるため、実際に力をふるっているのはヴァンパイアの血を受け継ぐストラウスの子のみであり、ブラックスワンが（制約があった状態にせよ）最終的にストラウスを超えたことから、潜在力は父親を上回っていたものと思われる。生まれてこられなかったためか、名前はつけられていない。
ブラックスワンの中で意識はあるものの、成長はしておらず、見た目・精神ともに赤ん坊のままである。また、肉体を完全に引き裂かれていたため、ブリジットも知らなかったが、性別は女の子。そのため、ブラックスワンは50代目まで女性しか存在せず、相性の問題から性格や容姿も近しい者が選ばれていた。ストラウス曰く、「無事に生まれていたら、49代目の小松原ユキのようだったかも」とのこと。

### 黒き白鳥
比良坂花雪（ひらさか かゆき）
- 年齢:17歳

第50代目ブラックスワン。彼女の代で、その実力はストラウスを凌駕した（ただし、周囲の環境に影響を与えないよう、力を相当抑えた彼相手であったが）。影の大物であるGM御前の孫であり、没落した名家である比良坂の姓は祖父との関係を隠すための迷彩。浪漫桜と書かれているクマのぬいぐるみが心の友。宇宙からの侵略者に対抗するために敵対者であるストラウスと一時的に手を組む。現在はストラウスと共にロケットのある島にいて彼を監視している。ストラウスの真実を知るため、歴代黒鳥計49人の記憶を探り続けているが、ストラウス曰く、深くやり過ぎると寿命が縮まるそうである。
オーバームーン作戦にあたっては、行動の読めないストラウスの監視に気を割き過ぎて体調を崩し気味である。また、所詮は子供であり、ストラウスやブリジットや森島らが結託していることなど全く見抜けておらず、自分達のシナリオ通りに事が進んでいると思っているようだが、オーバームーン作戦の破綻を知ると錯乱し、精神的な弱さを露呈した。ステラの首飾りに触れ黒鳥が暴走した際、暴走を鎮めるために現れたステラによって、ストラウスの隠していた真実を知った。
クールな仮面で装ってはいたが、実は物語の主人公に憧れる相当な夢想家。14歳の時事故に巻き込まれ、一生寝たきりと診断されていた。その際にブラックスワンに憑かれ、負っていた怪我は一瞬にして治癒。そのときの騒ぎを聞きつけ、宇宙人対策に追われるGM御前と初めて接触する（この点から、この二者が真に血縁関係であるかは不明）。
真実を知ってからは、空想に浮かれるばかりで現実を見なかったそれまでの自分を責め思い悩む。状況的には必ず花雪が勝つことになるため、逆にストラウスを殺すことに迷いを生じさせていたのである。だが、蓮火の霊剣を手にし、遂に決意を固めた。そして彼と死闘を繰り広げた結果、紙一重の差で彼を打ち破る。
ストラウスが死に、黒鳥から開放された後、魂を受け継いだ彼女が彼の死に号泣する。ステラの記憶の影響ゆえか、ストラウスを討つべき立場にいながら、彼を愛していた。
小松原ユキ（こまつばら ユキ）
第49代目ブラックスワン。彼女の代でストラウスと並ぶ実力に至る。刃蓮火とはちょっといい仲であったが、ストラウスがユキとの戦闘直前に蓮火から奪っていた二刀の霊剣に貫かれ、最期を迎える。さっぱりした性格で、ストラウスを「本当にいい奴」と恨むことなく死んでいった。
実は黒鳥は彼女の段階でストラウスを上回る力を手にしていたため、蓮火の霊剣の存在がなければ、勝負はユキの勝利になっていた可能性もある。このことは蓮火の負い目となって残っていたようだが、この因縁はストラウスの死によって遂に解かれた。
シンシア
セイバーハーゲンが集めていた才溢れる娘の一人にして、初代黒鳥憑きの娘。黒鳥を憑けた1年後に、ストラウスに討ち取られる。
エミリー
2代目ブラックスワン。突然自分にとり憑いたブラックスワンの力に怯えていた。最終的には、ほかのブラックスワンと同様にストラウスとの戦いに臨み、彼を恨むことなく打ち取られる。

### 人間
GM御前（ジーエムごぜん）
その気になれば、十ヶ国以上の軍を動かすことも可能と呼ばれる裏世界の黒幕で、国内外で彼に命令できる人物は存在しないと言わしめるほど。比良坂花雪の祖父であったが、それは自らが名乗ったために判明したことであり、敵が多いゆえに、血縁が辿れないように工作しているらしい。常に仮面を着けているため素顔は不明であり、劇中ではハートマークの付いた仮面を着用していた。名前のGMはグレートマスクの略で、本名は山田二郎らしい。
宇宙からの侵略者に対抗するためにストラウスとアーデルハイトの力を必要としており、これを撃退したら花雪に2人を始末させる考えでいた。しかし、気づかないうちにブリジットやストラウスに利用され、蚊帳の外に追いやられた。ビッグ・モーラが破壊されたときには、彼らの策略のために、既にかつての威光はなくなっていた。メリル森島に結果を教えられたあと、報告してくれたことに感謝し、「我が生涯もこれにて幕よな」とつぶやき、仮面を外した（描かれたのは後姿だったため素顔はわからず）。
メリル森島（メリル もりしま）
GM御前より、星人フィオに対する作戦指揮を任されている軍人。階級は三佐。優秀な人物であるが、ストラウスのことを「旦那」、ブリジットのことを「姐さん」と呼ぶなど、軍人にしては結構軽い性格で、彼自身も自分を「不良軍人」と語る。ブリジットを一度くらい欺いてみたいと思っている。第三者の立場であったために、ストラウスの真意に一番に気付いた人物。
アーデルハイト復活後はストラウスの新たな方策を聞き、大局のためにヴァンパイア側にひそかに寝返る。ブリジットに好意を持っているようで、後年のデートの約束を彼女に取り付ける。ブリジット本人もそれに対してまんざらではないようである。なお、ブリジットとの恋の結末は、単行本最終9巻の裏表紙に書かれている。
李紅飛（リー・ホンフェイ）
- 年齢:34歳

星人フィオに対するためのシャトル「ツクヨミ号」を製作した科学者の一人。気弱な性格の男性で、相方のなずなの行動にはいつも頭を悩ませている。
その後、なぜかストラウスから「件のペンダントの中央にはめ込まれた石が何で出来ているか？」という問題を1ヶ月という期限付きで出される（ストラウスは1ヶ月で問題が解けなければ、気まぐれでフィオと戦うか決めるなどと、彼の頭痛の種になりそうなことを言っていた）。結果彼は、首飾りの石の素材を見破った。そのことから、ストラウスが月まで単独で到達できることも見破るなど、科学者としてストラウスの問題を解くことに成功し、フィオ討伐の約束を取り付けることに成功した。
萩なずな（はぎ なずな）
ツクヨミ号を製作した科学者の一人で、ストラウスの宇宙飛行士訓練の責任者。活発な性格の女性。自身の退屈な研究島での生活状況の改善のために、厳重な監視下にあるストラウスに協力するなど、他人から見ればとんでもない行動を取ることもしばしば。
ダムピール月面移住計画において、失敗がいくらでもできるロケット開発ができると聞いて、ほかの科学者メンバーと共に喜び協力をする。
ステラ・ヘイゼルバーグ
- 年齢：18歳

ストラウスが唯一愛した女性で、正真正銘の人間。読み書きもできない田舎の村娘だったが、当時神のごとき存在とさえ呼ばれたストラウスの本質を理解し、その幸せを純粋に心から願った唯一の人物である。当時大将軍のストラウスが一目で見初めて城に連れ帰った女性である。その後は大将軍の恋人という体裁もあり、元老院に連なるヘイゼルバーグ家預かりとなる。
後に正式に婚約を結んで子を身ごもるが、臨月に何者か（犯人はアーデルハイトとされている）によってお腹の子供諸共殺される。ステラの遺体は完全に復元するのが難しいくらいにズタズタに切り裂かれていたようで、現場検証の指揮を執ったブリジットが、ストラウスに「見ないほうがいい」と言ったほどである。ヴァンパイアの血を引いた子供も万が一にも助からないようにお腹から引きずり出され、性別も判別できないほどに切り裂かれていた。
実はシンシア達同様に、セイバーハーゲンに引き取られた養女。養女達の中でも特にセイバーハーゲンからの愛情が深かったため、戦いに巻き込まれないようわざと絶縁されていた。彼女を殺害した真犯人もセイバーハーゲンで、惨殺した理由は新たな力を持つ存在を生まないがため。また、ステラ諸共に孫の魂をストラウス打倒の術式ブラックスワンの材料とするためだった。
黒鳥とされた後も魂として残っており、3代目ブラックスワンが討たれたとき、その魂に同調しストラウスと対話する。このときの対話で、ストラウスは修羅の道を歩むことを決心する。また、花雪が黒鳥を暴走させたとき、ストラウスの呼び掛けに答えて黒鳥を鎮め、花雪に真実を伝えた。
ステラと娘は一度内密に葬られたが、後にストラウスによって月面に墓が作られた。
マリア・セイバーハーゲン
ストラウスが夜の国将軍職について間もない頃に、初めて出会った人間の大霊力使い。500人の弟子を持つとされ、また「万の術と万の武器を持ち、その交差するところに無限の力を生み出す」との逸話から「無限十字」の二つ名で呼ばれていた。自身の占術で出た「災いの赤バラ」として、ストラウスを執拗に狙う。初戦の直接対決で敗北後は、各国に度々介入し、権謀術数を駆使して赤バラと各地で渡り合い、夜の国の天敵として恐れられた。
後年暴走したアーデルハイトをブリジット達と共に封印し、魔殺しのブラックスワンを世に放った張本人であり、また封印のダミー数千個（その実態は全てが女王の封印）をバラまいた人物でもある。セイバーハーゲンが亡くなった後もブラックスワンや封印のダミーはストラウスを苦しめ続けているので、ブリジットは当人を「ただひとりストラウスに勝利した人間」と評している。また、ストラウス処刑のきっかけとなる諸国による対夜の国大同盟を成立させた立役者でもある。
孤児として引き取ったステラがストラウスの妻となっていることを知り、大事な愛娘であるにもかかわらず、ステラとそのお腹にいた子供まで惨殺してブラックスワンの材料としたり、娘のシンシアにブラックスワンを取り憑かせるなど、ストラウスを討つためならば手段を選ばない、非道かつ非情な人物であるが、それほどまでにストラウスを恐れていた。
全てを狂わせた元凶ともとらえられるが、その行動原理は大義のためであり、強大な力を持つ者の意思一つに左右されるような不安定な世界になることを恐れてのことである。事実、彼女のその行動がアーデルハイトの暴走から世界を救っており、ストラウスからも「私よりもよっぽど人を率いる人としてできている。」と評されている。また、ストラウスにステラ殺害を告白したあと、「せめてステラの敵と裂くがいい」と言うなど、己の命を全く惜しまない人物でもある（ただし、ストラウスは、ステラが母親の死を望まないだろうという理由で、断っている）。
全身法衣や甲冑・兜を身に着けており、見た目からは判らないためブリジットも勘違いしたが、実際の性別は「女」で、後に「セイバーハーゲン」がファミリーネームだと明かされた。

## 用語

### 種族
ヴァンパイア
かつて、この地球上で繁栄を誇ったという種族。そのイメージは現在のそれに近くもあるが、果てしなく隔たってもいる。俗に一万年とよばれる長命や人間を超越した能力・再生力こそ本当のことだが、弱点としては流水や十字架を苦とせず、太陽光を生涯の大敵とする以外にはない。種に共通して総じて温厚であり、異種間同士ですら流血を嫌うほど。
かつての夜の国では指導層を占めていたが、純血同士の出生率は極めて低く、1000年前でさえ、希少な種であった。ブリジットの場合：彼女はダムピールであるにもかかわらず、王家の後継を目されていた。純血になればなるほどヴァンパイアには子供が産まれづらく、1000年に一人産まれれば良しと言われており、当時でさえ1000歳以下のヴァンパイアは当時60歳のローズレッド・ストラウスだけであったこともある。
その正体は遥か昔に地球外より飛来した生物であり、在来種から吸血することによって遺伝情報を獲得、環境に合った性質へと変異していく生命体。進化の過程で吸血能力こそ失われたものの、世代交代によってほとんど進化に近い形質をも獲得する。ただし、ストラウスの世代は宇宙へまた旅立つために一種の先祖返りを起こしたとも考察し得る。
直射日光に晒されると灰になるという性質は遺伝子のイレギュラーによって発生した欠陥。本来は大気中より宇宙空間での活動に適しており、ストラウスやアーデルハイトの世代では陽光を苦にしない性質を獲得するに到る。ストラウスの場合：直射日光の下では体は重く、負傷時の消耗も大きい。だが、夜間の八割程度の力は出せる。本人も生まれて二百年以上知らなかった。それもあって、二人は単独での大気圏突破・宇宙飛行が可能である。
ダムピール
かつて、夜の国でヴァンパイアと共に主軸を占めていた種族。ヴァンパイアと人間のハーフであるが、交配は進んでおり、その比はさまざま。ヴァンパイアとは違い、陽光によって滅せられるということは無いが、濃度によっては日中かなりの力が削がれる。やはり、長命を誇るが、成熟にかかる時間は純血から遠ざかるにつれ増加し、かなり薄いというレティシアに到っては200年以上かかる。
星人フィオ
地球を侵略しようという宇宙の難民。現代人が及ばないほどの科学技術を持っていたようだが、遂に本編中でその姿および正体が明かされることはなかった。数年に及ぶ観察の後、地球に対し「地球の半分の譲渡と従わない場合の皆殺し」を宣告する。

### 国家・組織
夜の国
1000年前まで大陸の中央に位置し、ヴァンパイアと人間の共存が叶ったという理想的国家。王の下、ヴァンパイアによって構成された元老院がそれを支え、人間とダムピールの臣民を見事に纏め上げていた。列国中最強を誇り、またその性質上、周辺国との紛争は絶えなかった。腐蝕の月光の暴走により、多大な被害を出し、滅亡（指導層であったヴァンパイアの大半がストラウスを含め、死亡か行方不明。甚大な物的/人的損失、被害は周辺国にも飛び火し、夜の国再興は許されなかった）。
ダムピール・コミュニティ
夜の国滅亡後、ブリジットを指導者として血族の生存を命題として成立した組織。当初は目下の脅威となったストラウスに対抗する形で人間諸国と共闘する形で存在できていた。が、後にブリジットはダムピールと人間を切り離す情報操作を行い、ヴァンパイアを実在から伝承へと切り替えることに成功する。
これにより、人間勢力との衝突は避けられたが、女王復活を目的とするストラウスは目下の脅威として残っており、これを討伐すること、ひいては人化の法の実現を目的として闘争を繰り広げている。時の為政者が接触を図ることは度々あったようだが、その度に黙らされていることを見ると、その勢力は侮れない。GM御前がダムピールの生存を秤に協力を迫った際には、霊力ジャミングによって世界中のインフラを破壊することをタネとし、逆に脅し返した。まさに情報力・技術力・政治力において、他に及ぶことがない組織であり、その気になれば世界を牛耳ることも可能とのこと。
ビッグ・モーラ
宇宙の難民星人フィオの母船であり、ほぼ月と同じサイズという巨大さを誇る。にもかかわらず、超巨大な質量が太陽系に侵入および存在していたことには、相手からの接触なしに誰も気づくことはなかった。名称の由来は、「巨大な石臼」。その形状が、我々の常識を遥かに超越していることからも窺い知れる（実際には円石藻のような形をしている）。
リトル・モーラ
一年に迫った最終勧告に合わせ出現した無人船。機能はさまざまであり、当初は脅しのために空気中の塵を利用してビッグ・モーラを投影し、次にそれを落下させ揺さぶりの材料とした。果ては人類を大気圏内に封じ込めようとするため、弾道ミサイルを打ち落とした。本体に比べ小型でこそあるが、大きさはさまざま。

### 魔力・霊力
魔力
ヴァンパイアもしくはその血を受け継いだダムピールが持つという超常の力。作中ではほぼ万能の力として扱われており、ダムピール達の物理法則を無視したかのような飛行はここから来るもの、また物理的に繋がっていないコンピューターに干渉するくらいは朝飯前である。
腐蝕の月光
1000年前、ストラウスが今殺されんとしたとき、暴走したアーデルハイトの魔力のこと。また、後に彼女自身の忌み名ともなる。彼女を中心として、すべての存在〜光さえも腐食させ消滅させるという性質を持ち、暴走時には凄まじい速度で周囲を侵食した。それはあわや、世界を滅亡させるほどの威であったが、セイバーハーゲンの企図した大術法によってアーデルハイトもろとも封印される。
後に、完全な制御が可能となり、宇宙空間で発揮した際は極めて短時間でビッグ・モーラを消滅させる。アーデルハイトの魔力はストラウスとは違い、環境を改変する菌を作りだすことなどに特化しているらしい。
霊力
人間もしくはその血を受け継いだダムピールのみが行使するという魔力に相反する力。ヴァンパイアを陽光以外で唯一傷つけることができるため、かろうじて人間はヴァンパイアとパワーバランスを取れていた。夜の国滅亡後より、人間の霊力使いは減少の一途を辿り現代に到ると全く見られなくなっている（指導者であったセイバーハーゲンが死去してより加速。ヴァンパイア勢力が壊滅したため、必要なくなったとも考えられるが原因不明）。
なお、霊力を扱ううえで十字形は理想的な形をしており、ヴァンパイアに十字架が大敵とする伝承はここから来たもの。
人化の法
霊力はその行使にあたり、複雑な術法を必要とする。これはその一つで、現代のダムピールにとって悲願といえる術。名のとおり、ダムピールを人間に変化させる効果を持つ。元は時の夜の国国王が編み出した術で、ヴァンパイアを殺し権力者に成り代わろうとするダムピールに対して考案された。
不可欠な触媒は純血ヴァンパイアの屍であり、またその数によって効果範囲を決めることができることから、対象の命を奪わずして力のみを取り払う理想的刑罰として運用されていた。ただし、現代のダムピールにとって現状は忌むべきであり、現存する二人の純血（ストラウスとアーデルハイト）を得ることこそがコミュニティの柱とされていたのである。
しかし、それは元々王家に伝わるブラフであり、このような術法は存在しなかった。これもまた、真実を半端にかじってしまったブリジットの勘違いの産物であったといえる。
黒き白鳥（ブラックスワン）
セイバーハーゲンによって生み出された、ストラウスの永劫の追撃者たる霊的な寄生存在。宿主として霊力の強い人間に憑き、標的たるストラウスとアーデルハイトを追撃する。憑かれた人間の両腕には黒き白鳥の証たる紋様が浮かび、その両腕はあらゆる魔を消滅させる。憑いた人間の数が多くなる（代を重ねる）ほどにその力は増していく。宿主が死を迎えるか、もしくは5年以内に標的を倒さなければ宿主の命を奪ってどこかに飛び去る存在。理由は、代を重ねるごとに歴代の宿主の霊力・記憶・経験が蓄積されていき強くなるので、早いサイクルで強くなるため。次代が現れるまでに随分時間がかかることもある。
その正体は、ステラおよびステラとストラウスとの間に出来た娘。両者の魂を材料として、ストラウスとアーデルハイトを追撃するブラックスワンとした。ステラはストラウスやアーデルハイトと関係が深く、ブラックスワンに記憶されているため、二人を殺すまでは消滅することはない。また、宿主はステラとストラウスの娘にどこかしら似た者から選ばれているらしく、歴代ブラックスワンが女性であること、性格が近い、顔が似ているなどはこのためである。49代目と50代目に到っては瓜二つである。また、黒鳥憑きの娘は皆少なからずステラの影響を受けていたようで、ストラウスを本気で憎むことができなかった模様。
ストラウスはブラックスワンの正体を初代との戦いの際にすでに見破っており、その後セイバーハーゲンから全てを聞き出していた。

### 作戦
オーバームーン作戦
月の裏側にある星人フィオの宇宙船ビック・モーラを破壊するために、6人乗りのロケットを極秘裏に開発し、膨大な魔力を持ったローズレッド・ストラウスとアーデルハイト、そしてお目付役の比良坂花雪を乗せ、奇襲作戦を行う計画である。しかし、ストラウスの指示によるブリジットの裏工作によって、発射された弾道ミサイルをリトル・モーラが撃墜したことから、ロケットの宇宙への打ち上げが不可能とわかり、作戦は廃案となる。
最後の羽計画
内容はダムピールを月に移住させ、「夜の国」を再建させるというもの。無論、極秘の計画であり、その具体的な内容は、花雪に対し森島が説明したような偽りの情報によって隠蔽されている。リーやなずなといった研究班はストラウスの魅力と作戦内容に惹かれ、権限は徐々にダムピール側に傾いている。
この計画にかかる資金は、「オーバームーン作戦」より二桁上。エセル曰く、「うちの経理部」には大国の国家予算並の資金をひねり出すことも可能であるとのこと。そこから察するに、世界経済はダムピール・コミュニティによって事実上掌握されているらしい。それはすなわち、現代社会においては世界征服に成功しているのとほぼ同義である。
月を地球と同じ環境にするためには、アーデルハイトによる環境変換が必要だが、求められる魔力が尋常ではないため、計画遂行のためには彼女の命を引き換えにしなくてはならない。なお、実際に人員物資を送り込むことになる輸送用ロケットの研究は鋭意進められており、その際最大の問題点である試作ロケットの安全性の重視に関しては、乗組員を全員ダムピールにすることで解決できると考えられている。レティシアですら、失敗しても生還できる自信を表明していた。

## タイトルについて
タイトルの「十字界」は、アーデルハイトがセイバーハーゲンによって十字碑に封印されていたのと同様、ストラウスは常に「世界」そのものに封じられていた――つまり世界そのものがストラウスにとっての十字碑であり、「十字界」である、という意味を持っている。

## 書誌情報
- 原作：城平京・作画：木村有里『ヴァンパイア十字界』 スクウェア・エニックス〈ガンガンコミックス〉、全9巻
  1. 2004年1月22日初版（2003年12月22日発売）、ISBN 4-7575-1105-1
  2. 2004年6月22日初版（2004年5月22日発売）、ISBN 4-7575-1206-6
  3. 2004年11月22日初版（2004年10月22日発売）、ISBN 4-7575-1297-X
  4. 2005年4月22日初版（2005年3月22日発売）、ISBN 4-7575-1387-9
  5. 2005年10月22日初版（2005年9月22日発売）、ISBN 4-7575-1523-5
  6. 2006年3月22日初版（2006年2月22日発売）、ISBN 4-7575-1625-8
  7. 2006年8月22日初版（2006年7月22日発売）、ISBN 4-7575-1721-1
  8. 2007年1月22日初版（2006年12月22日発売）、ISBN 4-7575-1823-4
  9. 2007年5月22日初版（2007年4月22日発売）、ISBN 978-4-7575-1992-3